# El Portell de les Lletres
El Portell de les Lletres és un abric rocós de les Muntanyes de Prades, municipi de Montblanc (Conca de Barberà), amb representacions de pintura rupestre protegides com a Patrimoni de la Humanitat en el conjunt de l'Art rupestre de l'arc mediterrani de la península Ibèrica. Forma part del conjunt gestionat pel Centre d'Interpretació de l'Art Rupestre - Muntanyes de Prades (integrat dins el Museu Comarcal de la Conca de Barberà), a Montblanc.
Està situat en el marge esquerre del barranc del Llort, al nord del poble de Rojals, en un tall de 10 m d'altura, a aproximadament 80 m sobre el torrent i a 200 m aigües avall del abric del Mas d'en Llort.

## Història
Va ser el primer conjunt de pintures rupestres descobert a Catalunya. La primera referència d'aquest conjunt la donà F. Torres l'any 1830 en una memòria de la Real Academia de la Historia. En aquesta memòria, però, no es parla d'un jaciment pictòric sinó d'un conjunt de gravats de manera que aquesta estació va romandre il·localitzable fins a l'any 1943. En aquell any un equip dirigit per Salvador Vilaseca retrobà el Portell de les Lletres i constatà que era un conjunt de pictòric, amb els mateixos motius documentats per Torres Amat. La redescoberta va provocar el descobriment de les pintures de l'abric del Mas d'en Llort que es troben a uns 9 metres.

## Figures rupestres
Les figures són a una altura considerable a uns 3,70 metres les més altes. S'observen també restes de pigment a tan sols 1 metre de la plataforma. El conjunt està tancat per un filat de filferro molt deteriorat amb una porta d'accés fet en descobrir les pintures. Les pintures potser per la seva altura, no presenten alteracions greus. S'adverteixen marques, dibuixos i grafits en la zona inferior de la balma que no afecten directament les pintures. Les figures, almenys en bona part, estan molt concrecionades i mostren formacions de líquens molt a prop.
La figura 1 són restes i barres. Es tracta de grups de restes de pigment, algunes de les quals són traços verticals de diferents amplades que podrien considerar-se com a barres.
La figura 2 és una el·lipse. És un motiu de forma ovalada, lleugerament apuntat en els seus extrems. Es presenta inclinat cap a l'esquerra. Està bastant degradat.
La figura 3 és un semicercle radiat. Element format per un semicercle radiat a la part superior, amb 9 radis de mides uniformes. La conservació és bona i els radis es conserven de forma desigual.
La figura 4 és indeterminada. Són restes d'una figura similar a la número 5. Podria representar un cos humà del qual només es conserva la part inferior que correspondria a les cames i el sexe. S'observen traços verticals i paral·lels entre si que estan units en la part alta per una línia horitzontal. La conservació és dolenta. La figura està molt deteriorada.
La figura 5 és un antropomorf. Figura formada per un traç vertical del qual surten, en la zona més baixa, dos traços més a cada banda que es poden interpretar com les cames. El que seria el cap està incomplet i presenta una forma apuntada. Immediatament per sota d'aquest, apareixen unes restes de pigment que podrien ser els braços de la figura, encara que pel seu estat de conservació no es pot assegurar. L'estat de conservació és regular, ja que presenta descrostaments.
La figura 6 és un antropomorf. Figura formada per un traç vertical inclinat cap a l'esquerra del qual surten dos traços més o menys horitzontals a la banda esquerra i tres a la dreta, de tipus ramiforme. L'estat de conservació és regular, ja que presenta descrostaments.
La figura 7 són elements corbats. Figura formada per un element semiovalat, obert cap a la zona inferior, en l'extrem esquerre del qual s'observa un traç corbat transversal. La conservació és regular.
La figura 8 és un semicercle radiat. Motiu complex format per un arc radiat amb 11 radis de gruix uniforme. En els extrems de les corbades dissenyen uns cercles i altres traços menys ordenats. A la part superior i central es localitza un petit traç digital.
La figura 9 és un cercle o semicercle compartimentat i radiat. Sèrie de traços que formen un semicercle parcialment radiat dividit verticalment per un traç. A la dreta hi ha uns quants traços encorbats cap a la zona baixa.
La figura 10 és indeterminada. Figura formada per un traç horitzontal i uns altres traços perpendiculars a aquest, configurant un possible quadrúpede; a la part més baixa hi ha un probable semicercle radiat. La conservació és dolenta i el pigment esvaït.
La figura 11 és un semicercle radiat amb 11 radis de la mateixa longitud i de gruix uniforme. Està encorbat cap a la zona inferior. En l'espai interior d'aquest semicercle apareixen dos traços verticals i en l'extrem dret de la corba apareix un traç inclinat a la dreta. La conservació és dolenta.
La figura 12 és indeterminada. Possible semicercle, incomplet amb obertura superior i radiat molt desigualment.
La figura 13 són restes. Figura incompleta constituïda per un traç del qual surten altres traços verticals de menor longitud. Podria tractar-se d'un quadrúpede però és difícil de precisar a causa de l'estat de la pintura.
La figura 14 són restes. Traç vertical encorbat en els extrems lleugerament inclinat cap a l'esquerra, del qual surten traços perpendiculars de menor longitud, podria tractar-se d'un quadrúpede però és difícil de precisar.
A banda d'aquestes restes, es troben un seguit de restes de pintura que no configuren formes identificables i que es distribueixen per tota la franja inferior a les figures anteriors.